# Magas di Macedonia
Magas (in greco Mάγας?; fl. IV secolo a.C.) è stato un nobile greco-macedone.

## Biografia
Era un nobile locale di oscure origini eordee e pochissimo si conosce della sua vita.
Sposò la nobildonna Antigone, figlia di Cassandro e nipote del potente reggente Antipatro. Il suo matrimonio con Antigone rivela che Magas era un nobile di un certo stato sociale visto che sposò una nipote del reggente e sua moglie era una lontana parente collaterale della dinastia degli Argeadi.
Dopo il matrimonio si stabilirono in Eordea. Antigone gli diede la loro unica figlia che divenne Berenice I. Magas ebbe due omonimi: suo nipote Magas re di Cirene e il pronipote Magas d'Egitto.